# Big Massaka
Big Massaka (ou Massaka Large, Massaka I) est un village du Cameroun situé dans le département de la Meme et la Région du Sud-Ouest. Il fait partie de la commune de Mbonge.

## Population
En 1953, quand  Massaka I (Massaka Large ou Big Massaka) et Massaka II (Small Massaka) étaient comptabilisés ensemble, leur population réunie s'élevait à 297 personnes
En 1967, Big Massaka, seul, comptait 417 habitants, principalement des Mbonge, du groupe Oroko.
Lors du recensement national de 2005, la population s'élevait à 969 personnes.